# Општина Рупишта
Општина Рупишта (грч. Δήμος Άργους Ορεστικού, Димос Аргус Орестику) је општина у Грчкој у Костурском округу, периферија Западна Македонија. Административни центар је град Рупишта. Обухвата насеља у Костурском пољу и области Костенарија.

## Насељена места
Општина Рупишта је формирана 1. јануара 2011. године спајањем 2 некадашње административне јединице: Рупишта и Јон Драгумис.
- Општинска јединица Рупишта: Рупишта, Семаси, Бела Црква, Шкрапари, Жиковишта, Бојне, Лучишта, Жужелци, Долени, Забрдени, Вичишта, Езерец, Либишево, Ланга, Моласи, Ресулјани, Нестиме, Осничани, Мангила, Песјак, Марковени, Витан, Скумско, Старичани, Госно, Лудово
- Општинска јединица Јон Драгумис: Богацко, Здралци, Костараџа, Нова Костараџа, Лошница, Свети Никола, Слимништа